# Bioturbacja
Bioturbacja – zaburzenie pierwotnej struktury osadu, wywołane działalnością organizmów ryjących na dnie zbiornika wodnego poprzez pełzanie, żerowanie i rozkopywanie.